# 黄家岭脊蛇
黄家岭脊蛇（学名：Achalinus huangjietangi），一种于中华人民共和国安徽省祁门县黄家岭村发现的爬行动物，隶属于闪皮蛇科脊蛇属。种加词取自中国蛇类学专家黄接棠研究员，黄接棠出生于祁门县黄家岭村，从事蛇类学、蛇类养殖和蛇伤防治研究50余年。

## 形态特征
黄家岭脊蛇是一种地面生活的小型蛇类，正模标本雄蛇全长404毫米。通体具有金属光泽。身体背面呈深棕色，背脊正中有一条黑线纵贯全身；腹面为棕黄色，尾腹正中有一条由黑斑连缀而成的黑纹。

## 保护
本种于2023年被收录入《有重要生态、科学、社会价值的陆生野生动物名录》。